# Fases de Zintl

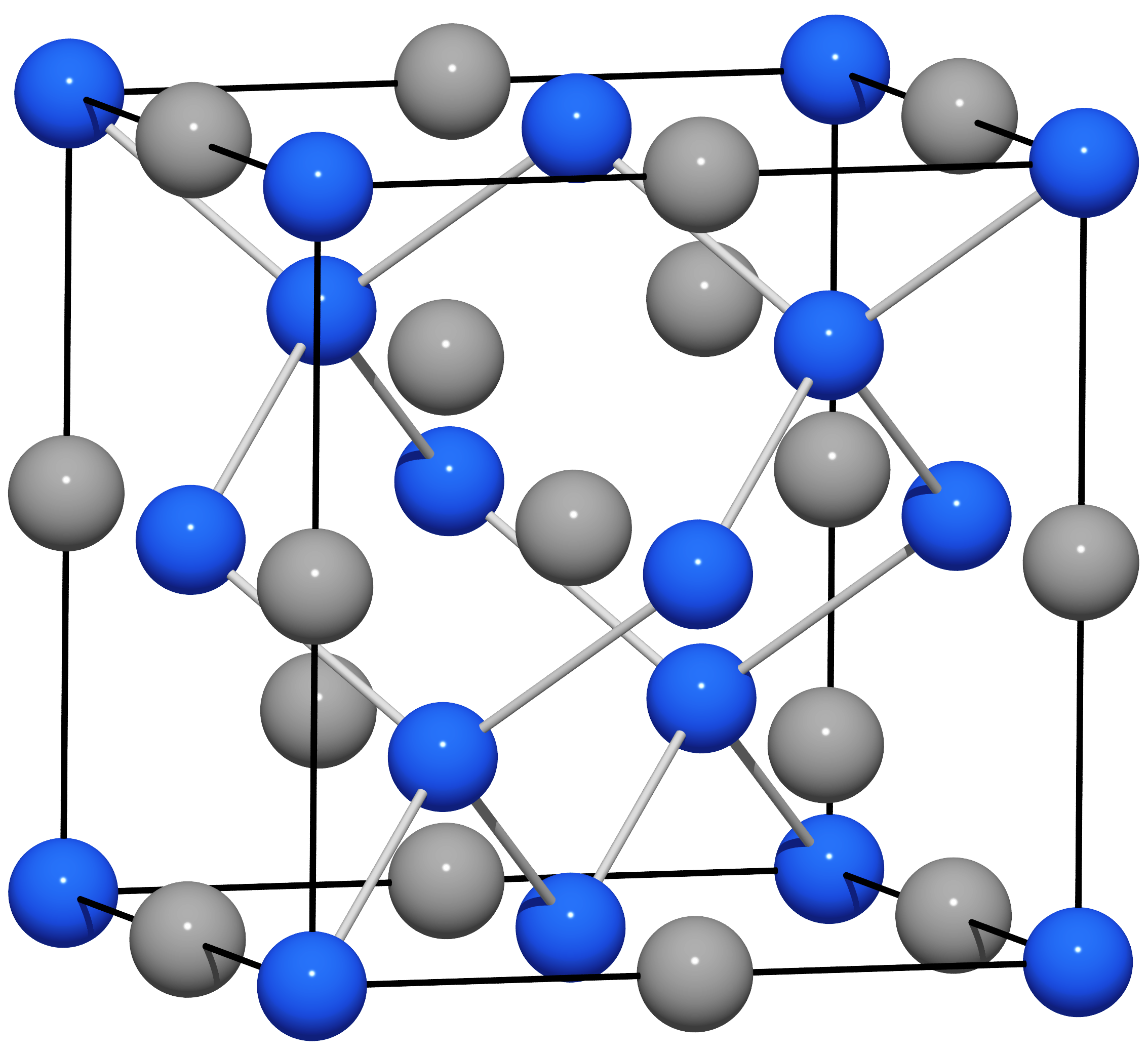
Estructura del NaTl

Les fases de Zintl és un tipus de compostos intermetàl·lics formats per un element electropositiu (component catiònic) que pot ser un metall alcalí, un alcalinoterri o un lantanoide, i un component aniònic format per un element dels grups principals de moderada electronegativitat. Aquesta part compleix els requeriments dels composts de valència normal, això és, la regla de l'octet.
Reben el nom del químic alemany Eduard Zintl (1898-1941) que les investigà en la dècada del 1930s, i el terme en concret fou emprat per primer cop pel cristal·lògraf alemany Fritz Laves (1906-1978) el 1941.
Aquests compostos no són completament iònics, generalment són trencadissos, i tenen algunes propietats metàl·liques com la lluïssor. Són exemples els compostos SrGa₂ o MgB₂, on els àtoms de bor o gal·li formen una capa hexagonal plana, semblant a la del grafit; en elles els àtoms de bor o gal·li tenen una càrrega negativa, la qual cosa els fa isoelectrònics amb el carboni, d'on prové l'analogia estructural. Aquestes capes carregades negativament estan separades per capes de cations Sr2+ o Mg2+. Un altre exemple és l'estructura del CaSi₂, on cada silici té càrrega –1, la qual cosa el fa isoelectrònic amb els elements neutres del grup 15 de la taula periòdica (N, P, As...).